# Abdelatif Bahdari
Abdelatif Mohamed Suliman Al-Bahdari (arab. عبد اللطيف البهداري; ur. 20 lutego 1984 w Rafah) – palestyński piłkarz grający na pozycji środkowego obrońcy. Od 2017 jest zawodnikiem klubu Shabab Al-Khalil SC.

## Kariera piłkarska
Swoją karierę piłkarską rozpoczął w klubie Gaza Sport, w którym w 2001 roku zadebiutował w Gaza Stripe Premier League. Następnie w latach 2002-2003 grał w Al-Mashtal, a w latach 2004-2007 w Khidmat Rafah. W sezonie 2007/2008 występował w Markaz Shabab Al-Am'ari, a w sezonie 2008/2009 w Hilal Areeha.
W 2009 roku wyjechał do Jordanii i w latach 2009-2011 był zawodnikem tamtejszego Al-Wehdat Amman. W sezonie 2009/2010 wywalczył z nim wicemistrzostwo Jordanii oraz Puchar Jordanii. Z kolei w sezonie 2010/2011 sięgnął z nim po dublet - mistrzostwo oraz puchar kraju.
W 2011 roku został zawodnikiem saudyjskiego Hajer Club. Zadebiutował w nim 10 września 2011 w przegranym 1:2 domowym meczu z Al-Hilal. W Hajer Club spędził dwa sezony.
W sezonie 2013/2013 grał w irackim Zakho FC, a sezon 2014/2015 spędził w Al-Wehdat Amman, z którym wywalczył mistrzostwo Jordanii. W sezonie 2015/2016 był piłkarzem Shabab Al-Khalil SC i wygrał z nim rozgrywki West Bank Premier League. Jesienią 2016 grał w Egipcie, w Tala’ea El-Gaish SC, a wiosną 2017 w Abna Al-Quds. Latem 2017 wrócił do Shabab Al-Khalil SC.

## Kariera reprezentacyjna
W reprezentacji Palestyny zadebiutował 18 czerwca 2007 w przegranym 0:1 meczu Pucharu Azji Zachodniej 2007 z Irakiem. W 2015 roku został powołany do kadry na Puchar Azji 2015, a w 2019 na Puchar Azji 2019.